# Tecomanthe hillii
Tecomanthe hillii là một loài thực vật có hoa trong họ Chùm ớt. Loài này được (F.Muell.) Steenis miêu tả khoa học đầu tiên năm 1927.